# Murici dos Portelas
Murici dos Portelas är en kommun i Brasilien.   Den ligger i delstaten Piauí, i den nordöstra delen av landet, 1 500 km norr om huvudstaden Brasília. Antalet invånare är 8 464.
Omgivningarna runt Murici dos Portelas är huvudsakligen savann. Runt Murici dos Portelas är det glesbefolkat, med 12 invånare per kvadratkilometer.